# Comunidad judía de Turín
La comunidad judía de Turín es una de las comunidades judías más importantes de Italia. Es una de las 21 comunidades judías reunidas en la UCEI, que también incluye las secciones de Alessandria, Asti, Acqui Terme, Carmagnola, Cherasco, Chieri, Cuneo, Ivrea, Mondovì y Saluzzo. El rabino principal de la comunidad es el Ariel di Porto, quien fue elegido por los miembros de la comunidad por unanimidad.

## Historia
Los primeros judíos llegaron a Turín en el siglo XV. Tras la expulsión de Francia en 1394, fueron admitidos oficialmente en la ciudad en 1424. Su presencia pronto se hizo tan conspicua que tuvo que ser regulada por un edicto, el Statuta Sabaudiae (Estatutos de Saboya -1430), emitido por Amedeo VIII, duque de Saboya. El edicto impuso una serie de limitaciones a los contactos entre judíos y cristianos, pero también trazó un marco de tolerancia sustancial, que entre altibajos se mantuvo vigente hasta la emancipación judía.
En el siglo XVI llegaron nuevos grupos de judíos, procedentes de España, Francia y Alemania, atraídos por la política liberal de Emanuele Filiberto (1553-1580). En cambio, la regencia de Giovanna Battista de Nemours y la Contrarreforma condujeron a un deterioro progresivo de las condiciones de vida de los judíos, hasta el establecimiento del gueto en 1679, el primero de los 19 guetos en los que los aproximadamente 5.000 judíos del Ducato fueron recluidos. Para encerrar a los 763 judíos que vivían en la ciudad en ese momento, primero se eligió el gran edificio del Ospedale dei Mendicanti, en el distrito de San Filippo. En 1714 fue nombrado Gran Rabino y jefe de la comunidad Gabriel Pontremoli. El rápido aumento de la población judía, que en 1794 alcanzó más de 1300 personas, lo que llevó a la extensión del área del gueto al área contigua del nuevo gueto, entre la vía San Francesco y piazza Carlina.
El gueto se mantuvo vigente, con breve pausa del período napoleónico, hasta 1848, con el Estatuto Albertino. La emancipación y el Risorgimento marcan el apogeo de la comunidad judía de Turín, que atrajo a familias de comunidades más pequeñas y contribuyó de manera decisiva a la vida social, política y económica de la ciudad. El planeamiento de crear una gran sinagoga se inició en 1861 que, tras el abandono del proyecto de la Mole Antonelliana, se completó en 1884 con la inauguración del nuevo Templo. En 1867 se inauguró el nuevo cementerio comunal en el que se trasladaron las lápidas del cementerio anterior.

## Segunda Guerra Mundial y el Holocausto
Las Leyes raciales fascistas de 1938 fueron la premisa de la tragedia de la Shoah; casi cuatrocientos judíos de Turín fueron deportados, incluido Primo Levi, que sobrevivió a la posguerra y se convirtió con sus novelas en uno de los testigos más autorizados en el mundo del horror de Auschwitz. Fueron muchos los judíos piamonteses (como, por ejemplo, Emanuele Artom) comprometidos con la Resistencia italiana y también hubo muchos episodios de solidaridad por parte de la población de Turín, entre los que destacó la obra del padre Giuseppe Girotti, que pagaría con la muerte en Dachau por su compromiso con los judíos perseguidos.

## Período de posguerra
Después de la guerra se llevó a cabo la reconstrucción de la sinagoga de Turín (severamente dañada por los bombardeos de 1942 ) y de la comunidad (tan severamente probada por las persecuciones) y el 15 de mayo de 1955 se conmemoró a las víctimas con un monumento en el cementerio judío de Turín, diseñado por Guglielmo Olivetti, en el que están grabados los nombres de los 495 judíos asesinados por el fascismo italiano de la Segunda Guerra Mundial, entre septiembre de 1943 y mayo de 1945, además del epígrafe escrito por Vittorio Foa y el pasaje bíblico «Oh cielos, asombrados, tiemblen de miedo y horror », atribuido al profeta Jeremías. En 1947 se renovó la biblioteca comunitaria, previamente destruida por los bombardeos de la Segunda Guerra Mundial. Desde de la década de 1970, la biblioteca se encuentra en el edificio de la comunidad judía de Turín.

## Desde la década de 1990
Turín, con sus mil miembros y sus instituciones educativas y culturales, es hoy la comunidad judía más importante del Piamonte y la tercera de Italia. 
La comunidad de Turín gestiona dos escuelas: la escuela primaria "Colonna e Finzi" y la escuela secundaria "Emanuele Artom", en la que estudian niños de diferentes religiones.